# Route 21 (Colombie-Britannique)
La Route 21 est une route transfrontalière du District régional de Central Kootenay en Colombie-Britannique. Ouverte en 1964, la route parcourt 14 km (8,7 mi) vers le nord-ouest depuis la frontière canado-américaine en longeant la rivière Kootenay. Elle est le proongement de la Idaho State Highway 1. Elle prend fin à l'intersection avec la route 3 (route Crowsnest) à environ 1 km (0,62 mi) à l'ouest de Creston.

## Intersections majeures
| District régional                     | Ville   | km    | Destinations                               | Notes             |
| ------------------------------------- | ------- | ----- | ------------------------------------------ | ----------------- |
| District régional de Central Kootenay | Rykerts | 0,00  | SH-1 sud – Bonners Ferry                   | Continue en Idaho |
| District régional de Central Kootenay | Rykerts | 0,00  | Frontière canado-américaine                |                   |
| District régional de Central Kootenay | Creston | 14,12 | BC-3 (Route Crowsnest) – Nelson, Castlegar |                   |
| - Transition de route                 |         |       |                                            |                   |